# 한국의 철기 시대
고고학에서 한국의 철기 시대는 한반도에서 철기가 사용되기 시작한 대략 기원전 300년경부터 역사적 삼국시대로 이행하는 기원후 300년경까지를 말한다. 특히 한국 고고학계에서는 이 시대를 두 시기로 나누어 서기전 300년에서 서기 전후(혹은 서기전 100년)까지를 '초기 철기시대'로, 서기 전후(혹은 서기전 100년)부터 서기 300년까지를 원삼국시대(原三國時代)로 구분하는데, 이를 통틀어 삼한시대(三韓時代)라고도 하는 학자도 있다.
중앙아시아로부터 중국으로 전해진 철기 기술은 위만조선 건국 전후에 한반도에도 영향을 미치게 되었다고 여겨진다. 기원전 4~3세기의 명도전(明刀錢)이나 철제 농기구 따위가 서북지방에서 출토된 것을 시작으로 충남의 부여 합송리유적, 당진 소소리유적과 전북의 익산 신동리유적, 완주 갈동 · 신풍유적, 장수 남양리유적 등지에서 주조 철기와 청동기류가 함께 발견되고 있다. 다만 이 시기 철기는 주조로 된 농기구가 주류로서 세형동검을 표지로 한 청동제 무기와 덧띠토기가 사용되고 있었다.
기원전 108년 한 무제의 낙랑군 설치 이후 철기 문화가 한반도로 본격적으로 유입되기 시작했다. 철기 기술이 본격적으로 전해진 이후에 여러 나라들이 생겨났는데, 부여ㆍ고구려ㆍ옥저ㆍ예맥ㆍ삼한이다. 이들이 각축하던 시기를 원삼국 시대라고도 부른다.

## 철기의 한국 전래
기원전 3~4세기경에 한족과 흉노족의 활발한 움직임에 따라서 한국에는 두 계통의 새로운 금속 문화, 즉 스키타이 계통의 청동기 문화와 서아시아에서 동아시아로 전파되어 출현한 철기 문화가 아시아에서 한반도에 전해졌다.
철기는 한반도 도래인이 직접 일본에 진출하여 철기를 전래시킨 일본과 달리 한반도는 대부분이 무역으로 철기가 전래되고 자연적으로 한반도인들이 철기의 제작을 습득한 것으로 보인다.
금속 문화의 전래는 고조선 사회의 생활 모습을 크게 변화시켰다. 가옥으로는 움집에다가 난방을 위하여 온돌 장치를 한 것이 나타나고 또 목조가옥도 등장하였다. 분묘의 축조도 달라져서 넓은 토광(土壙, 구덩이)에 시체를 묻는 널무덤과 두 개 또는 세 개의 항아리를 맞붙여서 관으로 사용하는 독무덤의 양식이 행해졌다.
농업도 발달하였다. 한반도인들이 무역으로 전래된 철기에 관심을 가지게 되면서 철기의 제작이 가능하게 되고 이는 철추뿐 아니라 철리(鐵犁)·철겸(鐵鎌) 등의 농구가 발견되는 것으로 알 수가 있다. 한반도인들은 철기르 사용하여 경제적인 생활이 발달하게 되었다.
농구(農具) 이외에 철검(鐵劍)·철모(鐵鉾) 및 세형(細形)의 동검(銅劍)·구리창·동과(銅戈) 등의 무기와 철비·동탁 등의 마구, 차형(車衡) 등의 차구(車具)가 발견되는데, 이러한 금속제품이 일부 지배층인 족장들만의 소유물이었을 것임은 분명하다. 또 뒷면에 특수한 기하학적 세선(細線) 무늬가 있고 잔줄 거울과 동물 모양의 대구(帶狗, 帶鉤) 등이 있다.
유물과 각지에서 발견되는 용범(鎔范)이 뒷받침하는 바와 같이 이러한 한반도인들이 무역으로 철기들을 수입 자체 제작을 습득하고 독특한 형식으로 변형·발전시켜 토착 문화의 발달을 가져왔다.

## 고대 국가의 발전
정치 형태나 사회 구조의 발달·변화는 어느 지역에서나 공통적으로 경제생활과 밀접한 관계를 가지고 있었다. 신석기 시대까지 한민족의 경제생활은 씨족 공동체적인 채집 경제 활동과 원시적인 생산 활동이 행해지고 있었을 뿐이었다. 이러한 단계에서는 힘에 의존한 지배나 통솔은 요청되지 않았고, 다만 지역적인 수확물이 교환될 때에 그 교섭을 위한 대표자적인 존재가 필요했을 뿐이다. 이러한 단계에서 북방으로부터 일차적 금속 문화가 들어왔으며 고구려인들과 같은 한민족들은 철기를 사용하게 되었다.
이 일차적으로 전래된 금속 문화는 청동기 문화였다. 한반도인들은 전래된 청동기를 자체 제작 가능하게 되었고 청동기는 정치면에는 상당한 영향을 미쳤다.

### 고조선
무기의 재료가 석재에서 청동재로 바뀌었고, 이 청동제 무기는 곧 힘의 상징으로 등장하여 이를 소유한 자에 의해 여러 씨족 집단이 연결되는 새로운 움직임을 보여 주었다. 여기서 부족 국가가 성립하게 되었고, 나아가 몇 개의 부족 국가가 다시 연결되어 점차 부족 연맹체적인 구성을 보게 되었다. 고조선이 바로 한국에서 최초로 등장한 부족 연맹체적인 정치 사회였다고 볼 수 있다.
고조선은 기원전 3세기 후반에 왕을 칭한 것으로 중국에 알려졌는데 고조선은 화베이(華北) 지방에 세력을 펴고 있던 연나라와 전쟁하고 경쟁하면서 만주와 한국 북방에 걸친 광대한 지역을 통솔하였던 고조선 부족 연맹체의 연맹장인 것이다.

### 부여 및 고구려
철기 문화의 전래는 철제 농구의 제작을 가져와 생산 면에 혁명을 일으키게 되었다. 철기가 무역으로 전래되면서 한반도인들은 철기 제작에 관심을 가지게 된다. 부여와 고구려 등은 철기를 자체 제작하게 되면서 세력이 강력해진다. 고구려는 철기를 사용하면서 매우 세력이 강해졌고 이것은 점차 연맹장을 중심으로 집권화(集權化)하여 갔다. 부여와 고구려같은 한민족들은 청동기와 마찬가지로 철기의 제작이 가능하게 되었고, 철기의 사용이 기원전 1세기경부터 형성되기 시작하였다. 그것이 북만주 방면의 부여와 압록강 유역의 고구려인 것이다.
부여에서는 왕 밑에 마가(馬加)·우가(牛加)·저가(猪加)·구가(狗加)의 4가(四加)가 있었는데, 이들은 전국을 5등분하여 왕과 함께 각각 하나씩을 통치하였다. 즉 각 가(加)는 수천 가(家)를 거느리고 있던 대부족장으로서 왕(王) 부족과 함께 연맹체를 형성하였던 것이다.
고구려도 이와 같다 즉 계루부·소노부·절노부·순노부·관노부의 5부족이 연맹하여 이 중 강대 부족이었던 소노부에서 왕이 선출되다가 뒤에 계루부가 왕위를 차지하면서 점차 집권 국가로 발전하였다. 이 두 연맹체는 초기에는 연맹장의 권한이 약하여 연맹장인 왕은 실정에 대한 책임을 지고 왕위를 물러나거나 혹은 사형을 당하기도 했다. 그러다가 점차 집권화하면서 고구려는 기원 1세기 중엽의 6대 태조왕 대에 이르러 1부족에 의한 지배권이 확립되고 왕권은 강화되었다. 고구려는 자체적으로 개발한 철기로 한사군을 멸망시키고 한족들을 노예로 삼았다.

### 한강 이남
부여·고구려와 같은 발전 과정이 철기 문화의 파급으로 한강 지역과 남쪽의 국가들에서도 사용되기 시작하였다. 무역을 통해 철기가 남쪽으로 전파되고 이들은 철기를 제작한다. 한민족들은 철기의 제작법을 알게 되었고 자체적으로 철기의 무기들을 만들기 시작하였다. 마한, 변한 ,진한은 철기를 무역으로 사용하기도 하고 자체 제작하면서 세력을 키워왔다. 이들의 국가에서 다시 백제·신라·가야의 3개 국가들이 나타났다. 백제는 기원 1세기경부터 5개 부족으로 구성되어 있었고, 신라는 6개 부족으로 구성되어 4세기말까지 연맹체적 성격을 띠고 있었다. 가야 연맹체도 6가야라 하여 6개의 국가로 이루어졌고 금관가야, 대가야 등이 6개국을 이끌었다.

## 같이 보기
- 한국의 청동기 시대
- 원삼국 시대